# Мягков, Борис Иванович
Бори́с Ива́нович Мягко́в (род. 10 марта 1941, Москва) — советский и российский артист балета и балетмейстер.

## Биография
Родился 10 марта 1941 года в Москве. В 1962 году после окончания Московского хореографического училища (педагоги А. М. Руденко, А. Н. Ермолаев) был принят в балетную труппу ГАБТ, где работал до 1981 года. Танцевал характерные и классические партии. В 1981 — 1983 годах солист Москонцерта. 
В 1984—1990 годах и с 1 августа 2012 года в течение полугода — главный балетмейстер Коми театра оперы и балета. 
В 1990 году совместно с Л. И. Семенякой организовал «Московский театр танца» (ныне театр балета имени К. Я. Голейзовского). В 1996—1997 годах — главный балетмейстер Бурятского ГАТОБ имени Г. Ц. Цыдынжапова. 
В 2001—2003 годах — главный балетмейстер Удмуртского театра оперы и балета. В настоящее время художественный руководитель Театра балета имени К. Я. Голейзовского. Выезжал с театром в ЮАР, Италию, Германию. Снял фильм-балет на музыку американского композитора Э. Литке «Мир и воспоминание».

## Театральные постановки
- «Игрок» С. С. Прокофьева (Алма-Ата, 1979)
- «Жар-птица» И. Ф. Стравинского (Краснодар, 1983)
- «Чайка» Р. К. Щедрина (Флоренция, 1983; Гётеборг, 1985)
- «Слуга двух господ» М. И. Чулаки (Сыктывкар, 1984)
- «Конёк-Горбунок» Р. К. Щедрина (Сыктывкар, 1986; Чебоксары, 2005)
- хореографические миниатюры для участников конкурса артистов балета в Лозанне (Будапешт, 1987)
- Польский бал в опере «Жизнь за царя» М. И. Глинки (ГАБТ, 1989)
- «Чаша страданий» А. А. Мерангуляна (Москва, 1991)
- «Травиата» Дж. Верди (Москва, 1992)
- «Тамань» В. В. Магдалица (Краснодар, 1993)
- «Посвящение» С. В. Рахманинова (Москва, 1993)
- «Дама с камелиями» Дж. Верди (Улан-Удэ, 1996)
- танцы в оперетте «Сильва» И. Кальмана (Екатеринбург, 1996)
- фантазии на музыку Ф. Шопена (Москва, школа М. Л. Лавровского, 1997)
- «Белоснежка и семь гномов» К. С. Хачатуряна (Казань, 1997; Перу, 2003)
- «Времена года» А. Вивальди (школа М. Л. Лавровского, 1999; Турция, 1999)
- сцена «Теней» из балета «Баядерка» Л. Ф. Минкуса (Турция, 1999)
- «Ромео и Джульетта» С. С. Прокофьева (Казань, 1999; Перу, 2004)
- «Лебединое озеро» П. И. Чайковского (Ижевск, 2001—2002),
- «Щелкунчик» П. И. Чайковского (Уфа, 2001; Ижевск, 2002; театр имени Н. И. Сац, 2002—2003)
- «Земля моя» («Фавн») В. Г. Кикты и Я. Сибелиуса (Сыктывкар, 2005)
- «Яг-Морт» («Лесной человек») Я. С. Перепелицы (Сыктывкар, 2006)
- восстановлен балет «Коппелия» Л. Делиба (Пермь, 2006)
- оригинальные постановки на музыку концерта для скрипки с оркестром Й. Брамса, увертюр Дж. Россини
- «Волшебный кувшин»  А.Ананьева (Москва, 2017)

## Награды и премии
- заслуженный деятель искусств Коми АССР
- Государственная премия РСФСР имени Н. К. Крупской (1987) — за постановку балета «Конек-Горбунок» Р. К. Щедрина (1987).
- дипломант Всесоюзного конкурса молодых артистов балета и балетмейстеров (1976).